# Neckartalviadukt Untertürkheim

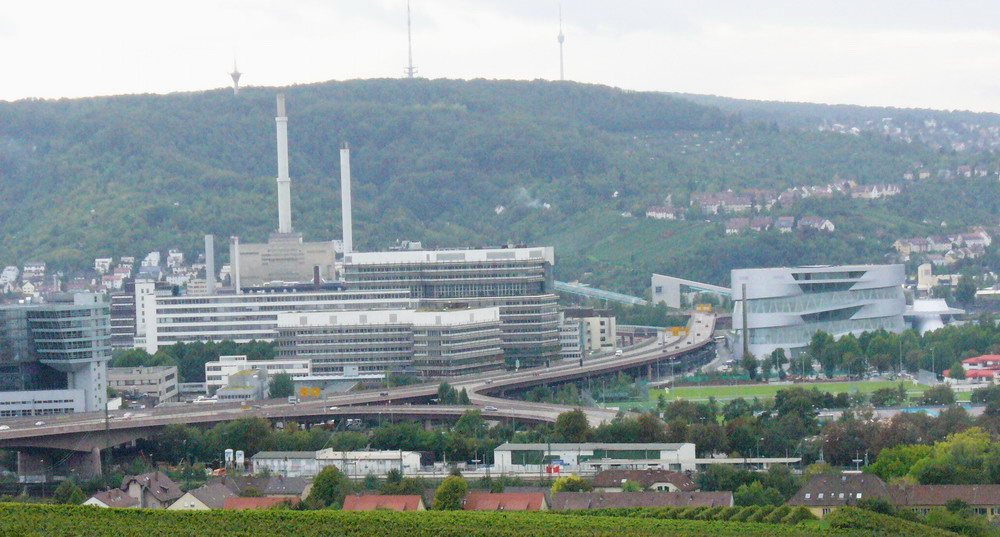
Blick auf das Viadukt mit dem Mercedes-Benz Museum

Der Neckartalviadukt Untertürkheim ist eine 1400 Meter lange Kombination aus mehreren Brücken im Zuge der Bundesstraße 14 im Neckartal bei Stuttgart-Untertürkheim.

## Geschichte
Die Planungen für eine Verbindungsstraße vom Rems- ins Neckartal gehen bis ins Jahr 1932 zurück. Schon damals wurde über eine Brückenlösung für den Bereich des Güterbahnhofs Untertürkheim und des Geländes der damaligen Daimler-Benz AG nachgedacht. Aus diesem Grund wurden auch für sämtliche Bauten auf dem Daimler-Betriebsgelände bis 1985 die Baugenehmigungen nur stets widerruflich erteilt.
Der Zweite Weltkrieg machte alle Verkehrsplanungen zunichte, und erst in den 1950er Jahren wurden die Planungen wieder aufgenommen. Es sollte nochmals über 30 Jahre dauern, bis 1986 dann die Bauarbeiten begannen.
Die heutigen Brückenbauwerke sind Teile eines einst geplanten Kreuzes in Turbinenform (B 14/B 312 mit der B 10). Der geplante südliche Teil wurde bis heute nicht realisiert. (Filderauffahrt).

## Hochbrücke Güterbahnhof

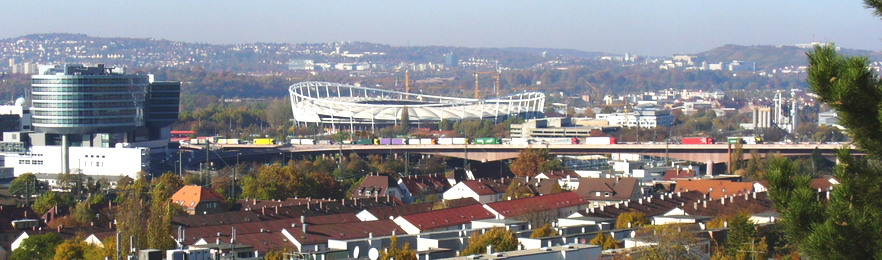
Die östliche Hochbrücke über den Güterbahnhof Untertürkheim

Im Sommer 1989 war mit dem Brückenbau begonnen worden, in rund 20 Metern Höhe überquert die 450 Meter lange sechsspurige B-14-Brücke den Güterbahnhof Untertürkheim, die längste Spannweite beträgt 135 Meter (Kosten: 40 Millionen D-Mark).
50.000 Quadratmeter Schalung wurden von der Arbeitsgemeinschaft Besemer und Abele verarbeitet, 3.000 Tonnen Stahl und 1.000 Tonnen Spannstahl verbaut und 28.000 Kubikmeter Beton gegossen.
An dieser Brücke wurden alle bedeutenden Bauverfahren im Großbrückenbau angewandt: Fertigteil-, Freivorbau-, Lehrgerüst-, Taktschiebeverfahren. Der „Höhepunkt“ war am 24. Oktober 1991: Die letzten anderthalb Meter wurden im Freibauverfahren betoniert.
Der erste Bauabschnitt der neuen B 14 führte von Waiblingen bis zur Anschlussstelle Benzstraße beim Neckarstadion. Diese acht Kilometer lange Straße bis nach Stuttgart-Untertürkheim wurde am 14. Dezember 1992 eröffnet. Mit den Arbeiten an der vierspurigen Straße war bereits im Juli 1986 begonnen worden, dazu zählte auch der fast 1,6 Kilometer lange und 63 Millionen D-Mark teure Kappelbergtunnel in Fellbach.

## Hochstraßenbrücke

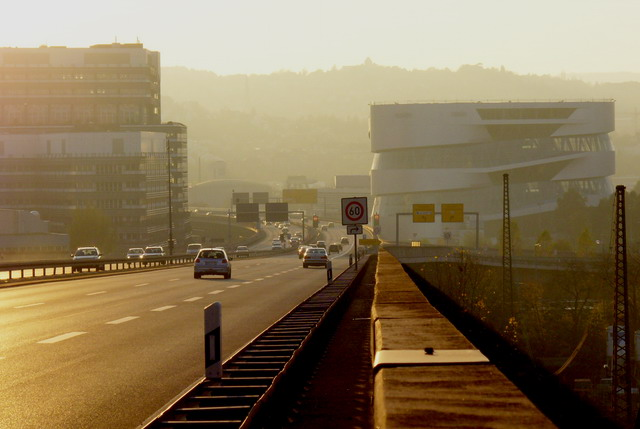
Hochstraße beim Mercedes-Benz Museum

Der zweite Bauabschnitt ist genau einen Kilometer lang und kostete insgesamt 76 Millionen D-Mark. Er umfasst die 850 Meter langen Zwillingsbrücken mit Stützweiten bis zu 66 Meter als sechsspurige Hochstraßenbrücke durch das Daimler-Firmengelände in 12 Metern Höhe, die beiden Neckarbrücken und die zwei auf Parallelrampenbrücken auseinandergezogenen Fahrbahnen zur Bundesstraße 10.

## Neckarbrücken und Rampen
Die zwei 726 m langen separaten Neckarbrücken überqueren den Neckar in 10 Metern Höhe.
Direkt anschließend führen Parallelrampenbrücken zur Uferstraße (B 10) und zum Anschluss der B 14 beim Großmarkt Stuttgart.
Dieser Abschnitt wurde am 29. Dezember 1994 eröffnet und damit eine direkte Verbindung vom Remstal ins Neckartal geschaffen.
Auf diesem Abschnitt der B 14 fahren täglich bis zu 80.000 Fahrzeuge. Die Gesamtkosten für die neue B 14 beliefen sich auf 302 Millionen D-Mark.

## Material der Brückenbauwerke
Bei dem an dem B 14 in Stuttgart verwendetem rotem Zement handelt es sich um Ölschieferzement aus dem Ölschieferzementwerk Rohrbach Zement in Dotternhausen. Er wurde nach der deutsch-europäischen Zementnorm entwickelt und hergestellt durch bis zu 35%iger Zumahlung von rotem Ölschieferabbrand aus dem Wirbelschichtverfahren, das zur Stromerzeugung betrieben wurde. Dieser Ölschieferabbrand ist selbständig hydraulisch erhärtend. Die Zumahlung entspricht den früheren Zulassungen des deutschen Institutes für Bautechnik und ab 1986 der Zementnorm DIN 1164. Die rote Farbe des Abbrandes wurde dadurch erreicht, dass man den Wirbelschichtprozess bei hohen Sauerstoffüberschuss betrieb. Zusätzlich wurden dem Ofen 3 % hämatitisches Eisenerz aus Sishen in Südafrika auf gegebenem Rohmehl zugesetzt, zur Verringerung des Frühansteifens im Werkbetrieb, um den Zementit-Gehalt zu erhöhen.